# Вьелла (Жер)
Вьелла́ (фр. Viella) — коммуна во Франции, находится в регионе Юг — Пиренеи. Департамент — Жер. Входит в состав кантона Рискль. Округ коммуны — Миранд.
Код INSEE коммуны — 32463.

## География
Коммуна расположена приблизительно в 620 км к югу от Парижа, в 130 км западнее Тулузы, в 60 км к западу от Оша.
По территории коммуны протекают реки Ларсис и Сажет.

## Климат
Климат умеренно-океанический. Лето жаркое и немного дождливое, температура часто превышает 35 °С. Зимой часто бывает отрицательная температура и ночные заморозки. Годовое количество осадков — 700—900 мм.

## Население
Население коммуны на 2010 год составляло 532 человека.
| 1962 | 1968 | 1975 | 1982 | 1990 | 1999 | 2010 |
| ---- | ---- | ---- | ---- | ---- | ---- | ---- |
| 705  | 674  | 595  | 626  | 580  | 559  | 532  |

## Администрация
| Период | Период | Фамилия          | Партия | Примечания |
| ------ | ------ | ---------------- | ------ | ---------- |
| 2001   | 2008   | Жан-Луи Дюбоск   |        |            |
| 2008   | 2020   | Жан-Франсуа Тома |        |            |

## Экономика
В 2010 году среди 308 человек трудоспособного возраста (15-64 лет) 224 были экономически активными, 84 — неактивными (показатель активности — 72,7 %, в 1999 году было 73,4 %). Из 224 активных жителей работали 204 человека (100 мужчин и 104 женщины), безработных было 20 (10 мужчин и 10 женщин). Среди 84 неактивных 19 человек были учениками или студентами, 49 — пенсионерами, 16 были неактивными по другим причинам.

## Достопримечательности
- Замок Вьелла (XVIII век)
- Церковь Св. Петра в неоклассическом стиле (XVIII век)

## Фотогалерея
- Церковь Св. Петра
- Открытие на стадионе мемориальной доски Анри Лакассаня[фр.] (2014 год)
- Карта коммуны